# یارمو ماکینن
یارمو ماکینن (فنلاندی: Jarmo Mäkinen؛ زادهٔ ۲۹ مهٔ ۱۹۵۸) بازیگر اهل فنلاند است.
از فیلم‌هایی که وی در آن نقش داشته‌است، می‌توان به شغال، سیبلیوس، تطهیر، دزدها، دختر پادشاه، وارس: راه مردان درستکار و شکارچیان اشاره کرد.